# Federico Morgante

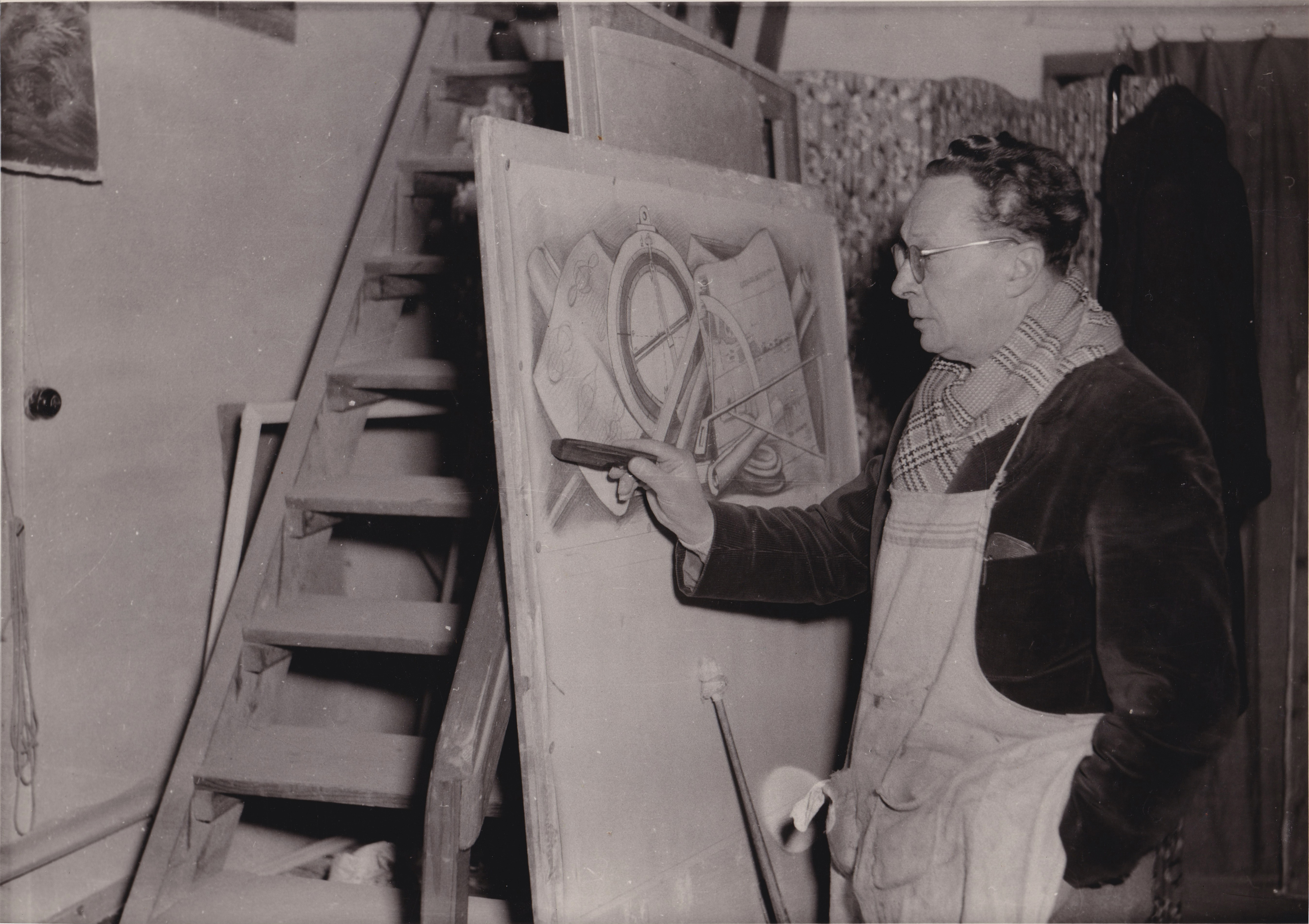
Federico Morgante nel suo studio di via Margutta al lavoro su un bozzetto, circa 1955

Federico Morgante (Roma, 1898 – Roma, 1975) è stato un pittore italiano.

## Biografia e opere
Si avvia fin da ragazzo agli studi d'arte, frequentando la "Scuola preparatoria alle arti ornamentali" di Roma. Allo scoppio della Grande Guerra, diciottenne, fu arruolato con l'incarico di disegnare mappe del fronte austriaco a bordo di un biplano Caproni.
Tra le sue opere si ricordano gli affreschi della Chiesa della Gran Madre di Dio e della Basilica del Sacro Cuore Immacolato di Maria a Roma, quelli di villa Miani e di villa Brasini, nonché le decorazioni per i saloni delle motonavi da crociera Cristoforo Colombo e Andrea Doria.